# Нафпактија
Нафпактија (грч. Ναυπακτία) је општина у Грчкој. По подацима из 2011. године број становника у општини је био 27.800.

## Становништво
| 2011.  |
| ------ |
| 27,800 |